# تپانچه سازمانی

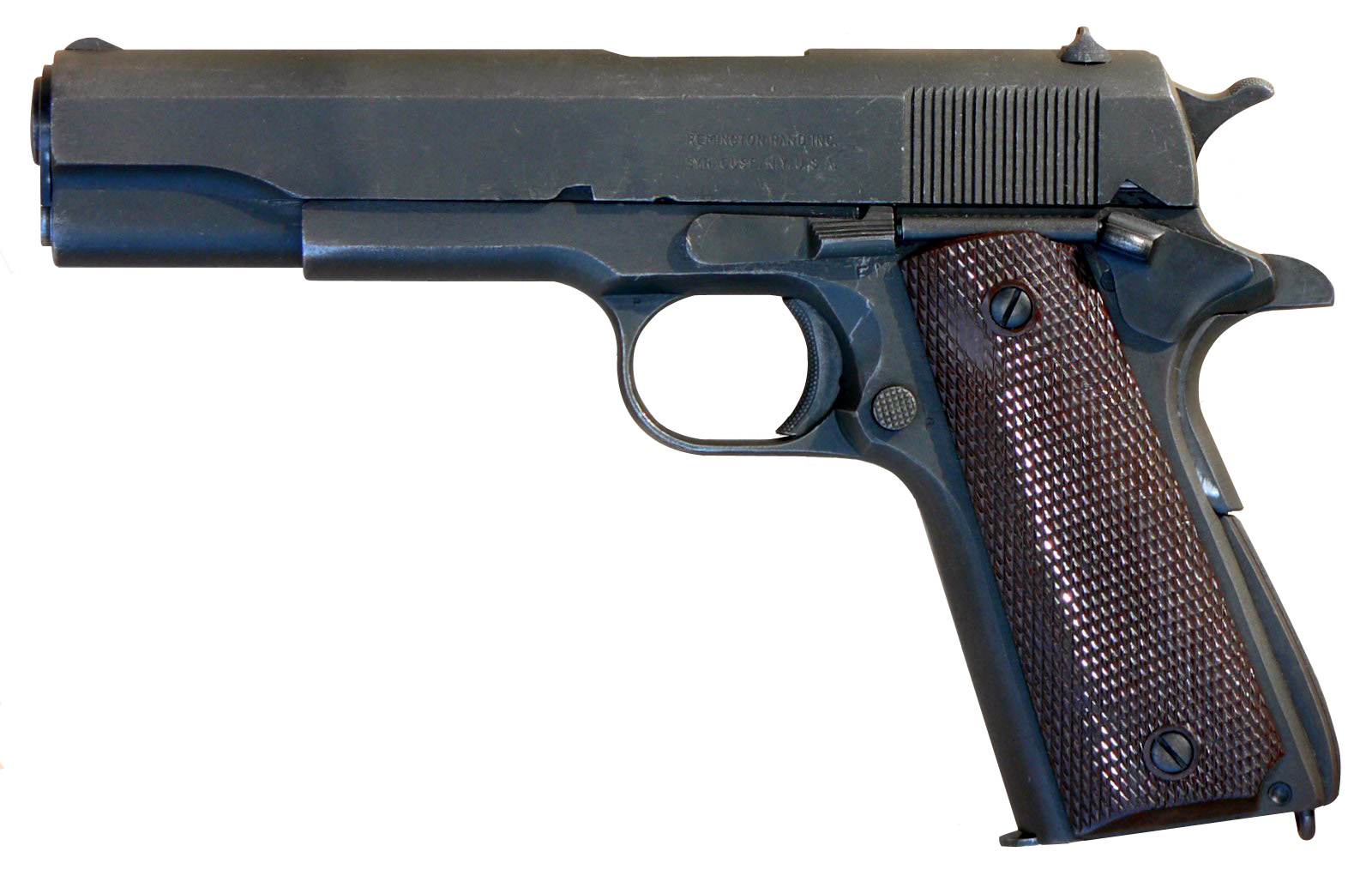
پیستول نیمه‌خودکار کلت ام۱۹۱۱، تپانچه سازمانی ارتش جمهوری اسلامی ایران می‌باشد.

تپانچه سازمانی (انگلیسی: Service pistol) یا جنگ‌افزار شخصی (انگلیسی: personal weapon) یا جنگ‌افزار مهمات (انگلیسی: ordnance weapon)، به هر تفنگ دستی ای گفته می‌شود که برای استفاده پرسنل نظامی عادی یا افسران اجرای قانون، استفاده می‌شود. به‌طور معمول این تپانچه‌های سازمانی، هفت‌تیر یا پیستول نیمه‌خودکار هستند که برای افسران، درجه داران و پرسنل پشتیبانی رده عقب برای دفاع شخصی صادر می‌شوند؛ با این وجود، تپانچه سازمانی نیز ممکن است توسط نیروهای ویژه به عنوان پشتیبان برای سلاح‌های اصلی‌شان نیز استفاده شود. تپانچه معمولاً برای پیاده‌نظام خط مقدم صادر نمی‌شود. قبل از اینکه سلاح گرم رایج شود، افسران و درجه داران معمولاً به جای آن شمشیر حمل می‌کردند.